# Podocarpus subtropicalis
Podocarpus subtropicalis é uma espécie de conífera da família Podocarpaceae.
Apenas pode ser encontrada na China.